# Haytam Manaout
Haytam Manaout (El Jadida, 18 de abril de 2001) é um futebolista marroquino que atua como zagueiro. Atualmente joga pelo RS Berkane.

## Carreira nos clubes
Manaout nasceu em 18 de abril de 2001 em El Jadida, Marrocos. Zagueiro, começou sua carreira ainda jovem na Academia de Futebol Mohammed VI.
Manaout assinou seu primeiro contrato profissional em agosto de 2021 com o Union de Touarga, então no Botola 2, o segundo nível do futebol marroquino. Eles foram promovidos ao Botola, a primeira divisão, após a temporada 2021-22. Ele estreou pelo clube em 7 de outubro de 2022, entrando como substituto contra o Chabab Mohammédia, que o Touarga venceu pelo placar de 1–0. Ele começou pela primeira vez nove dias depois contra o Hassania Agadir em uma vitória por 2–1. Seu clube terminou em oitavo na classificação da liga, com Manaout aparecendo em um total de 23 partidas durante a temporada 2022-23. Na temporada seguinte, ele apareceu em 25 jogos, com 24 deles como titular e um como substituto.
Em agosto de 2024, Manaout assinou um contrato de quatro anos para jogar pelo RS Berkane, concluindo sua gestão no Touarga tendo aparecido em 48 partidas. Ele fez sua estreia pelo clube em 31 de agosto de 2024, começando na vitória por 1 a 0 contra o Raja CA.

## Carreira internacional
Manaout foi membro da seleção marroquina de futebol sub-18. Ele foi convocado para a seleção marroquina sub-20 em novembro de 2018 para dois amistosos contra o Mali sub-20.
Em março de 2023, Manaout recebeu sua primeira convocação para a seleção nacional Sub-23, jogando em uma derrota amistosa por 3 a 2 para a Costa do Marfim, após entrar no lugar de Omar El Hilali como substituto aos 69 minutos. Ele foi convocado novamente em março de 2024 para participar do campo de treinamento. Em julho de 2024, ele foi anunciado como um dos 22 jogadores da seleção marroquina sub-23 nas Olimpíadas de Verão de 2024 em Paris, França, sendo reserva. Após uma derrota para a Espanha nas semifinais, Manaout ajudou o Marrocos a vencer a partida pela medalha de bronze sobre o Egito por um placar de 6 a 0.

## Títulos
Marrocos sub-23
- Jogos Olímpicos: 2024 (medalha de bronze)